# Suragina concinna
Suragina concinna är en tvåvingeart som först beskrevs av Samuel Wendell Williston  1901.  Suragina concinna ingår i släktet Suragina och familjen bäckflugor. Inga underarter finns listade i Catalogue of Life.